# Résolution 1484 du Conseil de sécurité des Nations unies
Membres permanents
- Chine
- États-Unis
- France
- Royaume-Uni
- Russie

Membres non permanents
- Allemagne
- Angola
- Bulgarie
- Chili
- Cameroun
- Espagne
- Guinée
- Mexique
- Pakistan
- Syrie

Résolution no 1483 Résolution no 1485
La résolution 1484 du Conseil de sécurité des Nations Unies, adoptée à l'unanimité le 30 mai 2003, après avoir rappelé les résolutions précédentes sur la situation en République démocratique du Congo, a autorisé l'opération Artemis à Bunia, la capitale de la province de l'Ituri, au milieu de la détérioration de la situation sécuritaire dans la région.
Dans le cadre du conflit d'Ituri, les milices Lendu et Hema se battent pour le contrôle de la ville après le retrait des troupes ougandaises après la signature d'un accord de paix et la fuite de la police congolaise. Lors des discussions concernant le déploiement d’une force internationale, les diplomates du Conseil étaient conscients d’un risque d'une répétition du génocide rwandais de 1994. Une force dirigée par la France a ensuite été acceptée.

## Résolution

### Préambule
Le Conseil de sécurité était déterminé à promouvoir le processus de paix congolais, notamment la mise en place d'un gouvernement de transition inclusif. Les combats dans la région de l'Ituri, à l'est de la République démocratique du Congo, ainsi que la situation humanitaire dans la ville de Bunia ont suscité des inquiétudes. En outre, il était urgent de disposer d’une base sûre pour permettre à l’administration intérimaire en Ituri de fonctionner.
Le préambule de la résolution a également félicité la Mission des Nations Unies en République démocratique du Congo (MONUC) pour ses efforts visant à stabiliser la situation à Bunia et en Ituri, notamment la performance du contingent uruguayen (qui sera bientôt rejoint par une force bangladaise). Il a déploré les attaques contre la MONUC et les pertes en vies humaines qui en ont résulté. Déterminant que la situation constitue une menace pour la paix et la sécurité internationales dans la région, le Conseil a examiné les demandes de la République démocratique du Congo, des parties de l'Ituri, Rwanda et de l'Ouganda visant à déployer une force multinationale à Bunia.

### Dispositif
Agissant en vertu du Chapitre VII de la Charte des Nations unies, le Conseil a autorisé le déploiement d'une force multinationale temporaire à Bunia pour travailler en étroite coordination avec la MONUC jusqu'au 1er septembre 2003. Elle avait pour mandat d'assister le contingent de la MONUC déjà présent à Bunia, stabiliser la situation sécuritaire, améliorer la situation humanitaire, protéger l'aéroport de Bunia et les personnes déplacées à l'intérieur du pays, et contribuer à la protection de la population civile, des Nations unies et du personnel humanitaire. Il a souligné le caractère temporaire de la force afin de permettre de renforcer la présence de la MONUC à Bunia d'ici la mi-août 2003. Tous les États participant à la force étaient autorisés à prendre toutes les mesures nécessaires pour remplir son mandat.
La communauté internationale a été appelée à contribuer à la force multinationale en fournissant du personnel, du matériel, un soutien logistique et financier. La résolution exigeait que les parties au conflit dans la région de l'Ituri mettent immédiatement fin aux hostilités et condamnait fermement les assassinats délibérés de la MONUC et du personnel humanitaire, réitérant la nécessité de respecter le droit international humanitaire. En outre, le Conseil a exigé que toutes les parties congolaises et tous les États de la région des Grands Lacs respectent les droits de l'homme, mettent fin à leur soutien aux groupes armés et aux milices et coopèrent avec la force internationale et la MONUC à Bunia.

## Voir également
- Guerre du Kivu
- Conflit d'Ituri
- Accord de cessez-le-feu de Lusaka
- Deuxième guerre du Congo